# Gobernador López
Gobernador López is een plaats in het Argentijnse bestuurlijke gebied Leandro N. Alem in de provincie Misiones. De plaats telt 2.256 inwoners.